# Henri Arnauld (seigneur)
Pour les articles homonymes, voir Henri Arnauld et Famille Arnauld.
Ne doit pas être confondu avec Henri Arnauld (évêque).
Henri Arnauld dit « de Lolières », docteur en droit, seigneur de Lolières près de Thiers et en partie de la Mothe-Villeneuve (Pessat-Villeneuve), est né à Herment (Auvergne) en 1460 et mort en 1564.

## Biographie
Il se marie à 20 ans avec Catherine Barjot, parente d'un maître des requêtes au parlement de Paris et se fixa en 1480 à Riom où ses qualités attirèrent l'attention du duc Pierre II de Bourbon et de sa femme Anne de Beaujeu. Il devint son écuyer, puis celui de son gendre, Charles III de Bourbon, aussi connu comme le « Connétable de Bourbon ».
À Riom, Henri Arnauld se lie d'une amitié très étroite avec Florimond de Robertet, secrétaire du comte de Beaujeu, et qui devient secrétaire d'État sous François Ier. Il aimait tellement Henri que lorsqu'il quitta Riom, pour s'établir à Paris à la cour de Charles VIII, il emmena tous ses enfants à l'exception de sa fille aînée. En effet, Jeanne de Robertet fut confiée à Henri Arnauld et à sa femme afin de la marier avec Jean Arnauld leur fils ainé. Mais les deux tuteurs considérèrent que leur fils n'était pas le meilleur parti pour Jeanne. Alors, ils la marièrent au jeune homme le plus fortuné de Riom, Amable de Ceriers, fils d'une Marillac.
Devenu veuf en 1519, il revint l'année suivante à Herment où il exerça les charges de notaire royal, châtelain de la ville, gouverneur de la baronnie et capitaine du château.
Il épousa en secondes noces Catherine de Colonges, fille de Jean, sieur de Lolières et de la Mothe-Villeneuve, lieutenant-général en la sénéchaussée d'Auvergne à Riom, chancelier de Charles III de Bourbon.
En 1523, Charles III de Bourbon qui avait pris le parti de l'empereur Charles Quint s'était enfui du château de Chantelle afin d'échapper à une armée de plus de quatre mille hommes envoyée par le roi pour le capturer. Il envoya deux de ses hommes avertir le châtelain Henri Arnauld de son arrivée imminente avec sa suite de 120 chevaux. A la nuit tombante, il fut accueilli au château d'Herment par Henri, resté fidèle à son serment de fidélité. Dès l'aube, le Connétable de Bourbon se mit en route avec une escorte réduite et plus discrète. Henri Arnauld avait mis au point une ruse, celle du « ferrage à rebours » qu'il fit appliquer à tous les chevaux de l'escorte de Charles III de Bourbon cherchant à gagner l'Espagne. En observant les traces laissées par les fers des chevaux, les soldats de François Ier cherchèrent inutilement où l'escorte réduite n'était déjà plus. Connaissant bien les environs, Henri servit aussi de guide mais arrivé à Condat, il ne connaissait plus la route. Charles prit alors pour guide un cordonnier du pays qui le mena jusqu'à Ferrières mais là ni le châtelain ni le cordonnier ne connaissaient le chemin menant jusqu'à l'Espagne. La frontière étant gardée par le maréchal de Foix, et l'armée de Charles Quint n'étant pas là, le Connétable rebroussa chemin, remonta vers Lyon et arriva sain et sauf à Saint-Claude. Le cardinal de Labaume, évêque souverain de Genève et partisan de l'empereur, lui donna une forte escorte de cavalerie, et bientôt il fut rejoint par la plupart de ceux qui l'avaient quitté à Herment. Un mois après son départ de Chantelle, il fit son entrée dans Besançon le 9 octobre, prêt à prendre la tête d'une armée de dix mille lansquenets et quatre mille Vaudois.
En représailles, la maison d'Henri Arnauld à Herment fut pillée par les soldats de François Ier, ses biens confisqués et il fut condamné à mort par contumace avec 20 autres  compagnons de Charles III de Bourbon (arrêté du 13 août 1524). Conformément aux termes du traité de paix des Dames ou de Cambrai signé le 3 août 1529, il obtint des lettres de grâce. Ainsi, il put rentrer en France et ses biens lui furent rendus. Par la suite, il occupe de nombreuses fonctions : notaire, témoin ou tuteur, rédigeant les terriers, châtelain de Chalus en 1530, de Préchonnet (Bourg-Lastic) en 1531, châtelain et garde-scel de la baronnie de Châteauvert (Saint-Martial-le-Vieux) en 1542. Henri Arnauld meurt en 1564, à l’âge canonique de 104 ans et fut enterré dans l'église d'Herment.

## Descendance
Henri Arnauld et Catherine Barjot laissèrent : 
- Antoine, Procureur général de Catherine de Médicis et seigneur de La Mothe (Pessat-Villeneuve) en 1577 ;
- Gilbert, auteur  de la branche Lespinasse ;
- Jean, gouverneur d'Herment en 1542.

Du second lit naquirent : 
- Guichard, prieur de Saint-Hubert, près de Chevreuse, chanoine d'Herment en 1550;
- Louise, mariée en 1540 à  Louis Bodonnat, notaire et bailli d'Herment ;
- Catherine, femme de noble Laurent de Beaulne, chirurgien à Herment.